# إيدن أتوود
إيدن أتوود (بالإنجليزية: Eden Atwood)‏ هي موسيقية أمريكية، ولدت في 11 يناير 1969 في ممفيس في الولايات المتحدة.

## وصلات خارجية
- إيدن أتوود على موقع IMDb (الإنجليزية)
- إيدن أتوود على موقع ميوزك برينز (الإنجليزية)
- إيدن أتوود على موقع أول ميوزيك (الإنجليزية)
- إيدن أتوود على موقع ديسكوغز (الإنجليزية)